# Carlos Gracida
Carlos Gracida (Ciudad de México, 5 de septiembre de 1960 - Wellington, Florida, 25 de febrero de 2014) fue un jugador de polo con una categoría 10 goles de handicap. Es considerado por muchos como una leyenda de este deporte. En su haberes tiene el récord de ser el único jugador que llegó a ganar 3 veces el Grand Slam de Polo Internacional en el mismo año (1987 - 1988 y 1994). También obtuvo 10 veces el Abierto Británico y  9 veces el Abierto de Estados Unidos. Ganador de la Triple Corona en Argentina y 5 veces el Campeonato Argentino Abierto de Polo. Hijo de Guillermo Gracida Sr, uno de los famosos polistas mexicanos de los años 50, y de su esposa María. Su hermano Memo Gracida posee el récord entre otros logros de haber ganado 16 veces el Abierto de Estados Unidos y fue un jugador también catalogado internacionalmente con hándicap 10. 
Es considerado el mejor jugador mexicano de polo de la historia, a pesar de que en México, su país natal, el polo es un deporte poco practicado, por ser un deporte elitista. Es el deporte de los reyes. Es el único jugador en haber ganado los 3 Grand Slam de polo en un mismo año. Junto con el uruguayo David Stirling (h), es el extranjero que ha conseguido ganar más cantidad de veces el Campeonato Argentino Abierto de Polo de Palermo,  habiéndolo logrado en 5 ocasiones: 4 con La Espadaña de 1987 a 1990 y una con Ellerstina en 1994. Su hermano Guillermo ganó en 1982 con Santa Ana y ambos llegaron a obtener los 10 goles de valorización.
A lo largo de 28 años de carrera deportiva profesional, que inició a los 17 años con el equipo Retama de Steve Gose, cuando su hándicap era de tres metas, ganó los siguientes torneos de alto hándicap:
- Nueve veces ganador del Abierto de Los Estados Unidos.
- Diez veces ganador del Abierto Británico.
- Cinco veces ganador del Campeonato Argentino Abierto de Polo.
- Cinco veces ganador del título “Mejor Jugador del Año”.
- Tres veces ganador del Gran Slam del Polo, único jugador en la historia del deporte en lograrlo (1987-1988-1994).
- Ganador en 1994 de la Triple Corona Argentina: Abiertos de Tortugas, Hurlingham y Palermo.
- Único extranjero en ganar el trofeo Olimpia de Plata, otorgado al jugador más valioso de la Liga Argentina.

Gracida era también un conocido entrenador de celebridades; entre sus pupilos se incluyen los príncipes William y Harry de Inglaterra y el actor Sylvester Stallone.
Carlos Gracida era padre de tres hijos: Carlitos, Mariano y María Camila. Era fanático de las películas biográficas y le gustaba practicar el sky alpino y el golf.
La Reina Isabel II de Inglaterra ha reconocido públicamente que es su jugador favorito y el Príncipe Carlos ha emitido opiniones similares.

## Fallecimiento
Carlos Gracida falleció cuando era atendido en el área de Cuidados Intensivos del Delray Medical Center, en el Estado de Florida, Estados Unidos. Su deceso fue tras sufrir una grave caída, mientras jugaba polo en Palm Beach. El accidente fue durante una acción, debido a que un jugador durante la acción golpeó al caballo que montaba Carlos Gracida, en la cabeza y el equino se desorientó y quedó aturdido, giró de manera inesperada lo que provocó la caída del jinete, con un severo golpe en la cabeza que provocó una hemorragia. Al caer Carlos se encontraba con pérdida del estado de alerta y fue trasladado de inmediato al hospital. Al llegar al hospital, Carlos Gracida estuvo acompañado en todo momento por su novia Mónica Sierra, entonces embarazada de la única hija del polista: María Camila, quien nació el 16 de mayo de 2014, por sus hijos Carlos y Mariano, además de su hermano Guillermo, los tres últimos jugadores de polo a nivel profesional.
Fue cremado y sus cenizas trasladadas a México. Su fallecimiento conmocionó al mundo de este deporte. Entre las condolencias a su familia, se encuentran la del maharajá de Jaipur Kumar Padmanagh Singh y la del príncipe Carlos de Inglaterra.

## Condolencias
De acuerdo a información que salió en la prensa deportiva de hoy (ESTO OEM 6-mar-2014) pag 32 A, se tiene lo siguiente: Se emite el contenido de la carta del príncipe Carlos de Inglaterra:
Querido Memo: (Hermano de Carlos Gracida)
Mis dos hijos y yo nos sentimos profundamente consternados y tristes de escuchar la noticia de la muerte de Carlos y quiero mandarte a ti y tu familia mi más profundo pésame y todo mi apoyo. Es difícil de creer que haya sucedido este trágico accidente y siendo de corazón esta pérdida para ti y tu familia. El mundo del polo está devastado después de esta fatal noticia y yo junto con mis hijos y con muchos otros, nos unimos a la pérdida de una persona muy especial y un jugador brillante con quién siempre fue un privilegio jugar con él y siempre admiré sus habilidades en la cancha de polo. Me siento increíblemente afortunado de haber conocido a Carlos y quiero expresarte a ti y a tu familia que están en todos mis pensamientos y en mis rezos para estos tiempos difíciles. Atentamente Carlos.